# Ombres sur Paris

Ombres sur Paris (To the Victor) est un film américain réalisé par Delmer Daves, sorti en 1948.

## Synopsis
Peu après la fin de la Seconde Guerre mondiale et sa démobilisation, l'Américain Paul Taggart s'installe à Paris où il trafique au marché noir. Il fait la connaissance de Christine Lund Lestrac, dont le mari est en prison pour avoir collaboré avec les Allemands. Ils tombent amoureux.

## Fiche technique
- Titre original : To the Victor
- Titre français : Ombres sur Paris
- Réalisation : Delmer Daves
- Scénario : Richard Brooks
- Direction artistique : Leo K. Kuter
- Décors de plateau : William Kuehl
- Costumes : Milo Anderson
- Maquillage : Perc Westmore
- Photographie : Robert Burks
- Montage : Folmar Blangsted
- Musique : David Buttolph
- Production : Jerry Wald
- Société(s) de production : Warner Bros.
- Société(s) de distribution : Warner Bros. (États-Unis) / (France)
- Pays de production :  États-Unis
- Année : 1948
- Langue originale : anglais
- Format : noir et blanc – 35 mm – 1,37:1 – mono (RCA Sound System)
- Genre : drame
- Durée : 100 minutes
- Dates de sortie :
  - États-Unis : 16 avril 1948
  - France : 8 juillet 1949

## Distribution
- Dennis Morgan : Paul Taggart
- Viveca Lindfors : Christine Lund Lestrac
- Victor Francen : Inspecteur Beauvais
- Eduardo Ciannelli : Firago
- Anthony Caruso : Nikki
- Tom D'Andrea : Gus Franklin
- Konstantin Shayne : Pablo
- William Conrad : Farnsworth
- Dorothy Malone : Miriam
- Jean De Briac : Lurcat
- Joseph Buloff : Bolyanov
- Henry Rowland : Hermann Zinzer
- John Banner : Jacques Lestrac
- Luis van Rooten : Geran
- Bruce Bennett : Henderson
- Louis Mercier : Marcel
- Clyde Cook : le barman cockney
- George Davis : le serveur français
- Marcelle Corday : Élise, la propriétaire de Pablo
- Douglas Kennedy : Steve

Et, parmi les acteurs non crédités :
- Marjorie Bennett : un modèle de Pablo
- Denise Darcel : une chanteuse de bar
- George Davis : un serveur français
- Torben Meyer : un vieux français